# الحوار اليمني (2007-2011)

شعار مؤتمر الحوار الوطني الشامل (2013)

جهود الحوار اليمني (2007-2011) هي عدة لقاءات واجتماعات واتفاقيات خاضتها أحزاب اللقاء المشترك مع الرئيس علي عبد الله صالح و حزبه المؤتمر في الفترة (2007 - 2011) وتم التوصل فيها إلى العديد من الاتفاقيات التي لم تنفذ، و على إثرها دخلت البلاد في أزمات سياسية متكررة لم تفلح أحزاب المعارضة في إنجاح الاتفاقيات في ظل سيطرة الرئيس السابق صالح والمؤتمر الشعبي العام على مقاليد الحكم في البلاد وعلى البرلمان .
و كان تفاقم الحوار الوطني أحد أسباب قيام ثورة الشباب اليمنية وتعطلت مساعي الحوار منذ بداية الثورة في فبراير 2011 حتى نهاية حكم صالح بالتوقيع على المبادرة الخليجية وانتخاب الرئيس هادي وعادت المطالبات بإجراء الحوار الوطني الشامل لحل المشاكل والاتفاق على تعديل الدستور والقضايا الأخرى .

## الجهود

### اتفاق يونيو 2007
بدأت في 19 مارس 2007 سلسلة مشاورات و حوارات أقر خلالها تشكيل لجنة لجدولة أعمال جلسات الحوار اللاحقة وترتيب أولويات القضايا، وشكلت اللجنة من كل من سلطان البركاني، والدكتور ياسين سعيد نعمان، والدكتور عبد الوهاب محمود عبد الحميد.
و في 16 يونيو 2007 وقعت الأحزاب المشاركة في البرلمان اتفاقية سميت وثيقة قضايا وضوابط الحوار يونيو 2007  وتضمنت قضايا الحوار الإصلاحات الدستورية وتطوير نظام السلطة المحلية والنظام الانتخابي والقوانين الخاصة بالحقوق والحريات والبحث في قضايا السياسات الاقتصادية وادواتها وكذلك الحوار حول المعالجات الضرورية لاثار الصراعات السياسية والقضايا الاجتماعية التي تعيق مسيرة التطور والنمو.

### اتفاق نوفمبر 2007
محضر مشاورات عدن نوفمبر 2007 : بعد سلسلة من اللقاءات والجلسات عقدتها خلال الفترة (2-8) نوفمبرمن 2007 م بمدينة عدن وقع أمناء عموم الأحزاب ومساعديهم في أحزاب (المؤتمر، الإصلاح ، الاشتراكي، الناصري ، البعث والمستقلون) على محضر ختامي بنتائج لقاءاتهم الحوارية والتي كللت اعمالها باتفاق لجنة حوار الأحزاب على استيعاب ما لم تتضمنه وثيقة قضايا وضوابط وضمانات الحوار من مبادرة رئيس الجمهورية والمتمثل بتغيير شكل النظام السياسي بإضافته كفقرة أولى للبند ثانياً الإصلاحات الدستورية بعنوان شكل النظام السياسي، وحددت الأحزاب السياسية 15 يوماً فترة زمنية للجان القانونية التي شاركت في الحوار لإنجاز وصياغة تعديلات قانون الانتخابات .
وكلفت اللجنة أمناء عموم الأحزاب بتحديد الأسس الخاصة بقضايا (اللجنة العليا للانتخابات، النظام الانتخابي، الحكم المحلي) والقضايا الاقتصادية وتصفية آثار الصراعات السياسية السابقة، وآثار حرب 94 م، وتقديمها لاجتماع لجنة الحوار كأولويات لمناقشتها .
واتفقت الأحزاب (المؤتمر ، الإصلاح ، الاشتراكي، التنظيم الوحدوي ، البعث العربي) على استئناف حوارهم في العاصمة صنعاء ، وكذا استكمال الفريق القانوني لإنجاز مهامه في صنعاء.

### مباحثات 2008
شهد العام 2008 جولات حوارية متقطعة توصل خلالها الفريقان إلى الاتفاق على معظم مطالب أحزاب اللقاء المشترك حول الإصلاحات الانتخابية ومشروع التعديلات الدستورية ولكن أطاح به البرلمان فقاطعت احزاب المشترك جلسات البرلمان حتى اصدر البرلمان قرار بتعليق نقاشات مشروع تعديل قانون الانتخابات حتى يتم التوافق عليه من قبل الأحزاب السياسية.

### اتفاق فبراير 2009
لإتاحة الفرصة أمام مساعي الحوار وقعت أحزاب البرلمان اتفاقية من ثلاثة بنود اسفر عن التمديد لمجلس النواب المنتهية فترته في 27 ابريل 2009 لمدة سنتين إضافيتين لتتأجل الانتخابات النيابية إلى 27 ابريل 2011 (والتي تأجلت مرة أخرى إلى 2014 بسبب قيام ثورة الشباب اليمنية) .
ونص الاتفاق على تعديل المادة (65) من الدستور اليمني المتعلقة بمدة مجلس النواب بما يسمح بتمديد فترتة لمدة عامين.
يتم خلالها القيام بالاصلاحات التالية:
1. إتاحة الفرصة للأحزاب والتنظيمات السياسية ومنظمات المجتمع المدني لمناقشة التعديلات الدستورية اللازمة لتطوير النظام السياسي والنظام الانتخابي بما في ذلك القائمة النسبية.
2. تمكين الأحزاب السياسية الممثلة في مجلس النواب من استكمال مناقشة المواضيع التي لم يتفق عليها أثناء إعداد التعديلات على قانون الانتخابات وتضمين ما يتفق عليه في صلب القانون.
3. إعادة تشكيل اللجنة العليا للانتخابات وفقاً لما ينص عليه القانون.

### وثيقة الإنقاذ الوطني
انعقد ملتقي التشاور الوطني في صنعاء بتاريخ 20 مايو - 21 مايو و خرج الملتقى بما سمي (مشروع رؤية الإنقاذ الوطني) كوثيقة سياسية بالغة الأهمية، قدمت تشخيصاً واضحاً لجذور الأزمة في اليمن، و قدمت الحلول والمعالجات لها و خطط الانتقال إلى تأسيس الدولة و مؤسساتها، وتتضمن هذه المعالجات تحقيق الحل العادل للقضية الجنوبية ومعالجة أسباب حرب صعده وبقية الحروب التي تنشب من وقت لآخر في المناطق الأخرى .

### اللجنة التحضيرية للحوار
انعقد ملتقي التشاور الوطني في صنعاء بتاريخ 20 مايو - 21 مايو و انتخب المنعقدون أعضاءاللجنة التحضيرية لمؤتمر الحوار الوطني و ضمت القائمة ممثلين أحزاب الإصلاح و الاشتراكي و حزب البعث و اتحاد القوى الشعبية و حزب الحق و منسقي المحافظات و ممثلي أمانة اللجنة العليا . حيث كان ممثلي أمانة اللجنة العليا كالتالي :
| - حميد بن عبد الله الأحمر (الأمين العام) - د/ عيدروس نصر النقيب - توكل كرمان | - وهبية صبرة - محسن بن شملان - محمد يحيى الصبري | - رشاد سالم على - محمد صالح البخيتي - عبد الرحمن المشرعي. |

و لكن بعد ثورة الشباب اليمنية لم يعد لهذه اللجنة دور يذكر و شرع الرئيس عبد ربه منصور هادي بتشكيل لجان أخرى للقيام بمهام الإعداد و التحضير لمؤتمر الحوار الوطني و حوت اللجان الجديدة كل فصائل اللجنة التحضيرية بالإضافة إلى الحوثيين و الحراك الجنوبي و شباب الثورة و العديد من الفصائل الأخرى .

### محضر 17 يوليو 2010
اتفق المؤتمر وأحزاب اللقاء المشترك على تشكيل لجنة مشتركة لإطلاق آليات الحوار الوطني الشامل تنفيذاً للبند الأول من اتفاق فبراير 2009. ووصف الرئيس صالح الاتفاق بمثابة بداية للانفراج السياسي ودعا في هذا الصدد إلى وقف الحملات الإعلامية المتبادلة، كما جدد دعوته أحزاب المعارضة إلى تشكيل حكومة وحدة وطنية وإجراء الانتخابات البرلمانية في موعدها المحدد أبريل المقبل. فيما اشترطت أحزاب «اللقاء المشترك» لتشكيل حكومة وطنية إقرار التعديلات الدستورية أولاً، وان تكون مهمتها الوحيدة الإشراف على الانتخابات البرلمانية المقبلة.
وستقوم اللجنة المكونة من 200 عضو من الطرفان والتي ستكون رئاستها دورية باستكمال التشاور مع بقية الأحزاب والقوى السياسية والفعاليات الاجتماعية ومنظمات المجتمع المدني الراغبة للانضمام للحوار الوطني دون استثناء. وأكد محضر الاتفاق على أن أعمال اللجنة ستكون علنية وشفافة بما يمكن الرأي العام والأشقاء والأصدقاء من متابعة سير الحوار أولاً بأول.